# QV21
QV 21 est un des tombeaux situé dans la vallée des Reines, dans la nécropole thébaine, sur la rive ouest du Nil face à Louxor en Égypte.

## Description
QV 21 est une tombe anonyme datant de la XVIIIe dynastie, constituée d'un puit profond, aujourd'hui fermé par une grille, qui relie la surface à deux chambres. Creusées dans de la marne et du schiste argileux, elles sont désarticulées l'une par rapport à l'autre.
Elizabeth Thomas y a découvert des os, des morceaux de poterie et des fragments d'un vase canope en calcaire. Ses recherches sont complétées par une équipe du CNRS qui y a mis au jour une momie de la Troisième Période intermédiaire et un ensemble de poteries. En octobre 2008, une équipe conjointe du CNRS et du CSA a découvert douze boîtes, deux caisses et ving-deux sacs contenant des os et des poteries.

## Histoire
La tombe a été réutilisée durant la Troisième Période intermédiaire, puis à nouveau plusieurs fois pendant la période romaine.
Elle est explorée par Elizabeth Thomas, avant d'être étudiée en 1986 par une équipe franco-égyptienne. Le CSA applique du mortier pour stabiliser la tombe.
Elle est impactée par les innondations de 1994, qui détériore fortement le schiste argileux.